# Tank! Tank! Tank!
Tank! Tank! Tank! (タンク!タンク!タンク!) est un jeu vidéo d'action et de simulation développé et édité par Bandai Namco Games, sorti en 2009 sur borne d'arcade et en 2012 sur Wii U.

## Accueil
- Canard PC : 2/10[1]
- Jeuxvideo.com : 5/20[2]